# Westwich
Westwich ist ein wüst gefallener Ort in der Gegend von Schmallenberg im Hochsauerlandkreis (Nordrhein-Westfalen). Die genaue Lage ist nicht überliefert.
In einer Urkunde von 1452 ist der Ort als beneden der Schmallenborg gelegen bezeichnet. Die ehemalige Westwigß Gasse führte als Hohlweg in der Nähe der Stadthalle nach Westen in das Lennetal hinab. Vermutlich lag der Ort in der Gegend der Sunthelle.
Der Ort war bemerkenswert ausgedehnt, er umfasste Teile des Titten- und auch Huckelberges und reichte bis an die Gemarkung der Wüstung Gellentrop heran. Die Nordgrenze bildeten die Ortschaften Obringhausen und Wormbach. Nach Überlieferungen war die Wüstung ein kleiner Weiler mit drei bis vier Höfen. Er fiel vermutlich ab 1297 öde, nachdem laut einer Urkunde, der Edelherr Johann von Bilstein und die Bürger Dithmar, Johannes und Richard von Latorp aus Schmallenberg, für die dem Kloster Grafschaft überlassenen Freistuhlgüter in Durenbeliken und Dreve, eine Hufe in Westwich bekamen. In einer Urkunde von 1301 werden die conmarkenses de Westwich (Marktgenossen zu Westwig) erwähnt. Sie waren an Einkünften des Godefried in Niederfleckenberg beteiligt, die dieser für zurückgegebene Teile des Lenninghofes an das Kloster erhielt. Der Edelherr Johann von Bilstein schenkte 1361 dem Kloster eine Feldmühle bei Schmallenberg. Zu den Mühlenpflichtigen wurden auch die Leute gezählt, die freie Güter in Westwich bewirtschafteten. Somit war der Ort um diese Zeit schon öde gefallen. 
Nach einem Einnahmeregister des Klosters Grafschaft von 1515, der rolla antiqua, erhielt das Kloster von zwei Höfen in Westwich 11 Schillinge. Johann von Grafschaft verkaufte 1338 für 220 Mark den Zehnten für Westrich an das Kloster. Die Westwicher Mark wurde 1587 zwischen Schmallenberg und Fleckenberg aufgeteilt.    
Der Ort ist wie viele andere Orte im späten Mittelalter dem großen Wüstungsprozess zum Opfer gefallen. Es hat sich dabei wohl um einen schleichenden, langsamen Vorgang gehandelt. Dieser setzte um 1300 ein. Möglicherweise dauerte dieser Prozess noch bis in die Mitte des 15. Jahrhunderts.  Der Untergang dieser stadtnahen Siedlung ist vermutlich mit der Entwicklung des städtischen Mittelpunktes von Schmallenberg verbunden. Ein weiterer Grund waren Pestepidemien und das Bedürfnis der Bewohner, in der Stadt Schutz zu suchen.